# Ruslan Ponomarjov

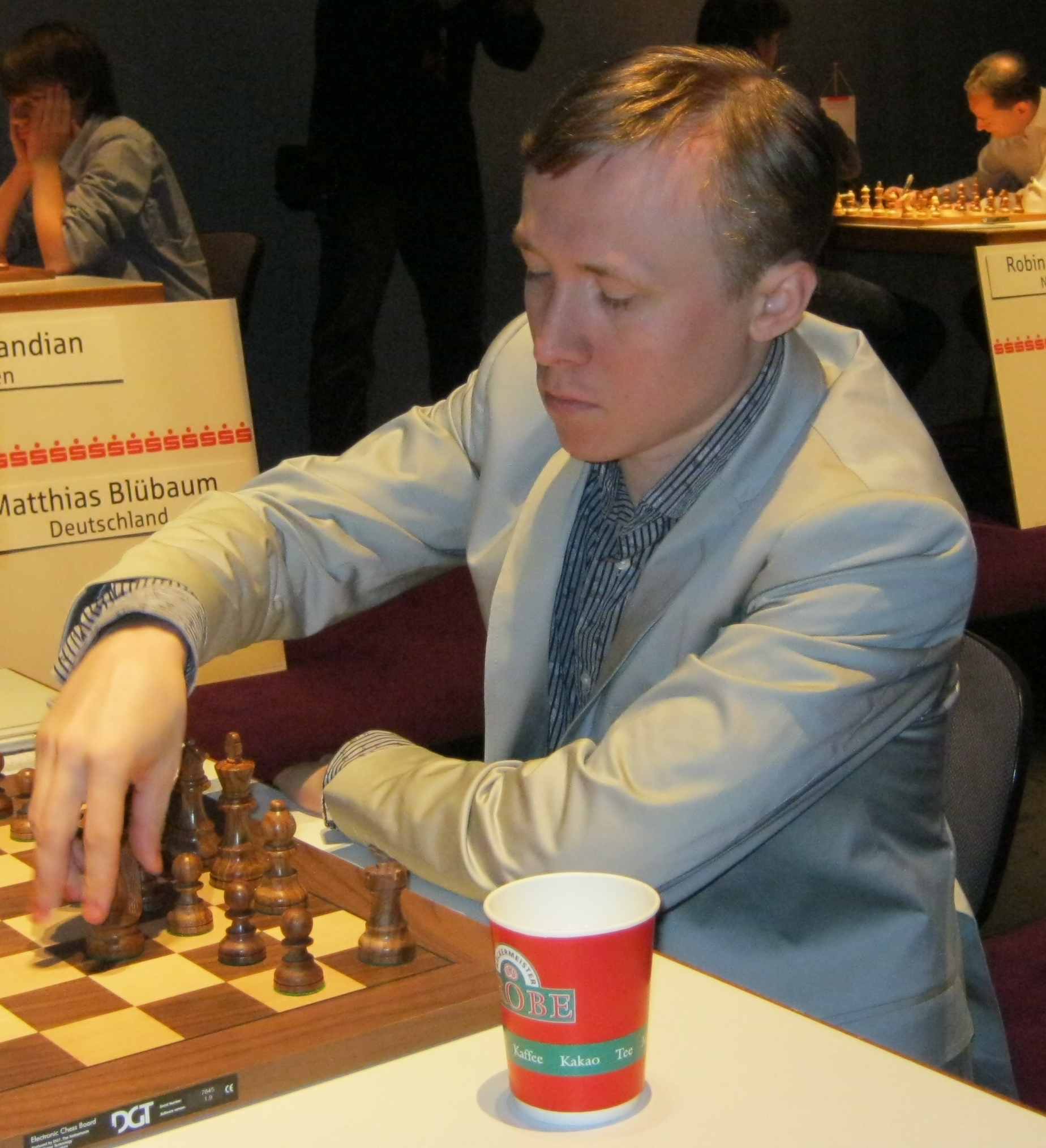
Ruslan Ponomarjov

Ruslan Olegovič Ponomarjov (* 11. října 1983, Horlivka, Ukrajinská SSR, Sovětský svaz) je ukrajinský šachový velmistr a mistr světa FIDE v letech 2002–2004.
K říjnu 2015 má 2710 FIDE ELO, což ho řadí mezi 100 nejlepších hráčů v žebříčku..
Ruslan Ponomarjov získal titul mistra světa již mezi dvanáctiletými v roce 1995, rok na to se stal světovým šampiónem v kategorii šestnáctiletých i osmnáctiletých. Velmistrovský titul získal již ve svých čtrnácti letech. Významně přispěl k bronzu Ukrajiny na Šachové olympiádě 2000 v Istanbulu, kde zároveň získal zlatou medaili za nejlepší individuální výsledek na 2. šachovnici.

## Mistr světa FIDE
V roce 2002 se zúčastnil v Moskvě vyřazovacího turnaje o mistra světa FIDE, kde dosáhl historického úspěchu. Ve druhém kole vyřadil Sergeje Tivjakova 3-1. Ve třetím kolem zvítězil nad Kirilem Georgievem 2-0. Ve čtvrtém kole porazil Alexandr Morozeviče 2,5-1,5. Ve čtvrtfinále přešel přes Jevgenije Barejeva 3-1. V semifinále porazil Petera Svidlera 2,5-1,5.
Ve finále se utkal s Vasilijem Ivančukem. V tomto zápase zvítězil 4,5-2,5 a stal se tak mistrem světa FIDE jako 19letý, což je dodnes rekord.
Protože se stal mistrem světa v době rozdělení titulu mistra světa mezi FIDE a PCA, plánoval se na základě dohody učiněné v Praze zápas mezí ním a Garri Kasparovem, jehož vítěz by se utkal s vítězem zápasu Vladimír Kramnik-Péter Lékó. K tomu ale nakonec nedošlo.

## Další zápasy o Mistra světa
Vyřazovacího turnaje o mistra světa FIDE 2004 v Tripolisu se rozhodl neúčastnit, titul tak připadl vítězi turnaje, kterým byl Rustam Kasimdžanov
Kvalifikoval se do kandidátských zápasů o mistra světa FIDE 2007, v nich ale podlehl 2,5-3,5 Sergeji Rublevskému.

## Superturnaje
Po zisku titulu mistra světa FIDE se zúčastnil v roce 2002 superturnaje v Linares, kde potvrdil své kvality. Skončil na 2. místě za Garrim Kasparovem
V roce 2003 se mu ale už příliš na superturnajích nedařilo. Ve Wijk aan Zee  i v Linares skončil v druhé polovině tabulky.

## Styl hry
Je považován za univerzálního hráče.

## Různé
Ruslan Ponomarjov se naučil hrát šachy v sedmi letech. Bydlí v Kyjevě. Jeho šachovým vzorem je Alexandr Aljechin.

## Výpis největších úspěchů
- 2007: 2. Karlovy Vary [7]
- 2007: 3. Hoogeveen (Nizozemí)[8]
- 2006. 1. Cuernavaca (Mexico) (16.kategorie FIDE)[9]
- 2006: 1. mez. turnaj A. Karpova[10]
- 2006: 1.-3. Memoriál na památku M.Tala Moskva
- 2005: 3. Sofie (20.kategorie FIDE)
- 2005: 1. Pivdenniy Bank Efim Geller Memorial (mezinárodní turnaj v Oděse)
- 2005: 1. Pamplona(16.kategorie FIDE)
- 2004: vítězství olympiády v týmu Ukrajiny v Calvii (ESP)
- 2002: zisk titulu mistr světa FIDE
- 2002: 2. Linares (20.kategorie FIDE)
- 2001: zápas s Viktorem Korčným 4:4
- 2001: 1. Kramatorsk
- 2000: 3. za tým Ukrajiny na 34.olympiádě v Istanbulu, 1. místo na 2.šachovnici
- 1998: 3. za tým Ukrajiny na 33.olympiádě v Elistě
- 1997: mistr světa do 18 let
- 1997: 1. Nika-97 (Kyjev)
- 1996: mistr světa do 18 let
- 1996: mistr světa do 16 let
- 1996: 1. Sevastopol (mez. turnaj)
- 1995: šampion Evropy do 12 let
- 1994: 3. mistrovství světa do 12 let